# Bernhard Winkler
Pour les articles homonymes, voir Winkler.
Bernhard Winkler, né le 24 juin 1966 à Würzburg, est un footballeur puis entraîneur allemand. 
Il joue 190 matchs en Bundesliga, principalement avec le FC Kaiserslautern et le TSV 1860 München, pour 67 buts marqués. Il joue également 4 matchs en Ligue des champions (0 but), et 6 matchs en Coupe de l'UEFA (3 buts).

## Biographie

### Joueur
Winkler commence le football au SV Veitshöchheim, un club de Würzburg. En 1985, il intègre l'équipe première du SV Heidingsfeld, où il rencontre Werner Lorant, entraîneur-joueur de l'équipe en Bayernliga. Il joue par la suite au SV Türk Gücü München et en Bezirksliga au FC Eibelstadt.
En 1989, Lorant le recontacte et lui propose de venir jouer au FC Schweinfurt 05 en Bayernliga. La saison suivante, Winkler finit meilleur buteur et permet à son club de monter en 2. Bundesliga. À l'issue de la saison, il signe un contrat professionnel au FC Kaiserslautern, en Bundesliga.
Il remporte avec le FC Kaiserslautern un titre de champion d'Allemagne en 1991. Dans la foulée, il gagne la Supercoupe d'Allemagne contre le Werder de Brême, inscrivant un but à cette occasion (victoire 3-1).

## Entraîneur
À l'issue de sa carrière, il devient entraîneur du FC Ismaning, d'août à octobre 2005. En juillet 2009, il retourne au TSV 1860, et devient, avec Abder Ramdane, assistant de l'entraîneur Ewald Lienen. Lors de la saison 2010-2011, il entraîne les U23 du 1860 Munich.